# Sound Awake
Sound Awake è il secondo album in studio del gruppo musicale progressive rock australiano Karnivool, pubblicato nel 2009.

## Tracce
1. Simple Boy – 5:47
2. Goliath – 4:37
3. New Day – 8:20
4. Set Fire to the Hive – 4:28
5. Umbra – 7:50
6. All I Know – 4:53
7. The Medicine Wears Off – 1:49
8. The Caudal Lure – 6:16
9. Illumine – 5:12
10. Deadman – 12:04
11. Change – 10:47

## Formazione
- Andrew Goddard — chitarra, cori
- Ian Kenny — voce
- Jon Stockman — basso
- Mark Hosking — chitarra, cori
- Steve Judd — batteria, percussioni